# Nordermühle (Meldorf)
Die Nordermühle „Fortuna“ ist eine von zwei Windmühlen in Meldorf im schleswig-holsteinischen Dithmarschen. Sie befindet sich in der Messnerstraße und dient heute als Ferienwohnung. In ihrer derzeitigen Form ist sie ein sogenannter Kellerholländer.

## Geschichte
Die Mühle erscheint bereits in einer Darstellung des Kartografen Daniel Friese von 1550/60 zusammen mit der Südermühle. Sie war einst im Besitz des Meldorfer Dominikanerklosters. Nach der Eroberung Dithmarschens durch Dänemark gehörte sie ab 1559 dem Statthalter Heinrich Rantzau und wurde als königliches Eigentum von der Rentekammer in Kopenhagen verwaltet. 
1701 wurde diese erste Mühle durch einen Blitzschlag zerstört und durch eine Bockmühle ersetzt. 1791 wurde sie abgebrochen und an ihrer Stelle ein Neubau errichtet. Jedoch schon 1832 gab es den letzten Pächter auf dieser Mühle. 1834 wurde sie verkauft und anschließend durch einen Galerieholländer ersetzt, der um 1840 fertiggestellt und 22 Jahre später bei einem Gewitter durch einen Blitzeinschlag zerstört wurde.
Nun wurde als Ersatz ein Kellerholländer gebaut. 1879 kaufte Müller Hinrichs die Mühle. Dessen Nachfahre Hermann Hinrichs übernahm sie 1930 in dritter Generation. Nach 1950 wurde die „Fortuna“ auf reinen Motorbetrieb umgerüstet.
1973 erwarb die Mühle ein Mühlenliebhaber von der Müllerwitwe. Seitdem steht die Mühle unter Denkmalschutz. Bis heute besitzt sie ihre komplette Mühlenausstattung. Um diese Technik zu erhalten, wurde die „Fortuna“ nicht zur Wohnmühle umgebaut, sondern ist ohne jeglichen Komfort nur in den Sommermonaten bewohnbar. Sie wird vor allem als Ferienwohnung genutzt.

## Ausstattung
Der komplette Kellerholländer ist samt Segelflügeln und Steert noch erhalten. Er umfasst eine Einrichtung mit zwei Gängen und einen vollnutzbaren Keller. Insbesondere der Keller wird als Sommerwohnung genutzt.
Äußerlich ist bis heute die volle Ausstattung mit Jalousieflügeln und einer Verkleidung aus Dachpappe zu erkennen.